# Mike Bryan
Michael Carl Bryan (ur. 29 kwietnia 1978 w Camarillo) – amerykański tenisista, mistrz osiemnastu turniejów wielkoszlemowych w grze podwójnej i czterech w grze mieszanej, pięciokrotny triumfator ATP Finals w grze podwójnej, lider rankingu ATP w grze podwójnej, złoty medalista igrzysk olimpijskich z Londynu (2012) oraz brązowy medalista igrzysk olimpijskich z Pekinu (2008) w grze podwójnej, a także brązowy medalista igrzysk z Londynu w grze mieszanej, zdobywca Pucharu Davisa wraz z drużyną Stanów Zjednoczonych. Jego partnerem deblowym był brat bliźniak, Bob Bryan.

## Życie prywatne
Michael Bryan jest synem Wayne’a i Kathy Bryanów, nauczycieli tenisa. Jego brat bliźniak, Bob Bryan, jest od niego młodszy o dwie minuty. Ojciec Wayne jest prawnikiem, muzykiem, narodowym trenerem tenisowym, komentatorem i trzykrotnie został wybrany Trenerem Roku przez WTT. Angażował się w wiele działań organizacji ATP, między innymi Dni Dziecka organizowane podczas różnych turniejów. Matka Kathy, z domu Blake, to była tenisistka, która czterokrotnie występowała w wielkoszlemowym Wimbledonie i doszła do ćwierćfinału gry mieszanej w 1965 roku.
Mike Bryan razem z bratem założył zespół muzyczny, w którym grał na bębnach i gitarze, a Bob na keyboardzie. Organizowali koncerty podczas imprez tenisowych i spotkań charytatywnych na całym świecie. Podczas US Open 2009 wydali własny album, zatytułowany Let it rip. Dnia 25 listopada 2012 roku poślubił w Kalifornii wieloletnią partnerkę Lucille Williams.

## Kariera tenisowa
Mike Bryan był zawodnikiem praworęcznym. Karierę tenisową rozpoczął w roku 1998, skupiając swoje umiejętności na deblu. Wygrał osiemnaście turniejów wielkoszlemowych, sześciokrotnie triumfował w Australian Open, dwa razy we French Open, czterokrotnie na Wimbledonie i sześciokrotnie w US Open. Bryan pięć razy zwyciężył również w kończących sezon zmaganiach ATP World Tour Finals, w których gra osiem najlepszych par z całego sezonu. Łącznie w karierze wygrał 124 turnieje rangi ATP Tour. Dodatkowo przegrał 62 finały rozgrywek ATP Tour, w tym czternaście wielkoszlemowych i dwa ATP Finals. Na początku września 2003 roku został sklasyfikowany na 1. pozycji w rankingu deblistów.
W grze mieszanej Bryan wygrał cztery wielkoszlemowe tytuły. Pierwsze trzy triumfy odniósł wspólnie z Lisą Raymond: w sezonie 2002 w US Open, rok później na paryskich kortach im. Rolanda Garrosa, a w roku 2012 na kortach Wimbledonu. Ponadto para zdobyła brązowy medal Letnich Igrzysk Olimpijskich 2012 w tej właśnie konkurencji. W 2015 roku razem z Bethanie Mattek-Sands triumfowali we French Open.
Od 2003 roku Bryan reprezentował USA w Pucharze Davisa. Do największych osiągnięć Amerykanina w tych rozgrywkach należy zwycięstwo w edycji z roku 2007, kiedy to w finale jego zespół pokonał Rosję 4:1. Mike Bryan zdobył punkt dla drużyny w rozgrywce deblowej wspólnie ze swoim bratem, pokonując parę Igor Andriejew-Nikołaj Dawydienko. W roku 2004 był również finalistą imprezy, jednak Amerykanie ulegli Hiszpanii 3:2.
Na igrzyskach olimpijskich w Atenach Bryanowie odpadli w ćwierćfinale z późniejszymi triumfatorami, Fernando Gonzálezem i Nicolásem Massú z Chile. Na igrzyskach w Pekinie amerykańska para zdobyła brązowy medal. W pojedynku o brąz pokonali Francuzów Arnauda Clémenta i Michaëla Llodrę. Wcześniej, w meczu o finał Bryanowie przegrali z późniejszymi złotymi medalistami Rogerem Federerem i Stanislasem Wawrinką. Podczas igrzysk w Londynie bracia zdobyli złoty medal w deblu. W meczu finałowym pokonali debel Michaël Llodra-Jo-Wilfried Tsonga wynikiem 6:4, 7:6(2). W grze mieszanej w parze z Lisą Raymond zdobył brązowy medal.
W 2020 roku bracia Bryan ogłosili zakończenie kariery zawodowej.

### Finały w turniejach ATP Tour
| Legenda                                      |
| -------------------------------------------- |
| Wielki Szlem                                 |
| Igrzyska olimpijskie                         |
| Tennis Masters Cup / ATP Finals              |
| ATP Masters Series / ATP Tour Masters 1000   |
| ATP International Series Gold / ATP Tour 500 |
| ATP International Series / ATP Tour 250      |

#### Gra mieszana (4–2)
| Końcowy wynik | Nr | Data            | Turniej            | Nawierzchnia | Partnerka             | Przeciwnicy                       | Wynik finału   |
| ------------- | -- | --------------- | ------------------ | ------------ | --------------------- | --------------------------------- | -------------- |
| Finalista     | 1. | 7 lipca 2001    | Wimbledon, Londyn  | Trawiasta    | Liezel Huber          | Daniela Hantuchová Leoš Friedl    | 6:4, 3:6, 2:6  |
| Zwycięzca     | 1. | 6 września 2002 | US Open, Nowy Jork | Twarda       | Lisa Raymond          | Katarina Srebotnik Bob Bryan      | 7:6(9), 7:6(1) |
| Zwycięzca     | 2. | 7 czerwca 2003  | French Open, Paryż | Ceglana      | Lisa Raymond          | Jelena Lichowcewa Mahesh Bhupathi | 6:3, 6:4       |
| Finalista     | 2. | 6 lipca 2008    | Wimbledon, Londyn  | Trawiasta    | Katarina Srebotnik    | Samantha Stosur Bob Bryan         | 5:7, 4:6       |
| Zwycięzca     | 3. | 3 lipca 2012    | Wimbledon, Londyn  | Trawiasta    | Lisa Raymond          | Jelena Wiesnina Leander Paes      | 6:3, 5:7, 6:4  |
| Zwycięzca     | 4. | 4 czerwca 2015  | French Open, Paryż | Ceglana      | Bethanie Mattek-Sands | Lucie Hradecká Marcin Matkowski   | 7:6(3), 6:1    |

#### Gra podwójna (124–62)
| Końcowy wynik | Nr   | Data                 | Turniej                    | Nawierzchnia    | Partner                | Przeciwnicy                             | Wynik finału                  |
| ------------- | ---- | -------------------- | -------------------------- | --------------- | ---------------------- | --------------------------------------- | ----------------------------- |
| Finalista     | 1.   | 25 kwietnia 1999     | Orlando                    | Ceglana         | Bob Bryan              | Jim Courier Todd Woodbridge             | 6:7(4), 4:6                   |
| Zwycięzca     | 1.   | 25 lutego 2001       | Memphis                    | Twarda (hala)   | Bob Bryan              | Alex O’Brien Jonathan Stark             | 6:3, 7:6(3)                   |
| Zwycięzca     | 2.   | 17 czerwca 2001      | Londyn (Queen’s)           | Trawiasta       | Bob Bryan              | Eric Taino David Wheaton                | 6:3, 3:6, 6:1                 |
| Zwycięzca     | 3.   | 15 lipca 2001        | Newport                    | Trawiasta       | Bob Bryan              | André Sá Glenn Weiner                   | 6:3, 7:5                      |
| Zwycięzca     | 4.   | 29 lipca 2001        | Los Angeles                | Twarda          | Bob Bryan              | Jan-Michael Gambill Andy Roddick        | 7:5, 7:6(6)                   |
| Finalista     | 2.   | 19 sierpnia 2001     | Waszyngton                 | Twarda          | Bob Bryan              | Martin Damm David Prinosil              | 6:7(5), 3:6                   |
| Finalista     | 3.   | 6 stycznia 2002      | Adelaide                   | Twarda          | Bob Bryan              | Wayne Black Kevin Ullyett               | 5:7, 2:6                      |
| Finalista     | 4.   | 24 lutego 2002       | Memphis                    | Twarda (hala)   | Bob Bryan              | Brian MacPhie Nenad Zimonjić            | 3:6, 6:3, 4–10                |
| Zwycięzca     | 5.   | 3 marca 2002         | Acapulco                   | Ceglana         | Bob Bryan              | Martin Damm David Rikl                  | 6:1, 3:6, 10–2                |
| Zwycięzca     | 6.   | 10 marca 2002        | Scottsdale                 | Twarda          | Bob Bryan              | Mark Knowles Daniel Nestor              | 7:5, 7:6(6)                   |
| Finalista     | 5.   | 26 maja 2002         | St. Pölten                 | Ceglana         | Michael Hill           | Petr Pála David Rikl                    | 5:7, 4:6                      |
| Zwycięzca     | 7.   | 23 czerwca 2002      | Nottingham                 | Ceglana         | Mark Knowles           | Donald Johnson Jared Palmer             | 0:6, 7:6(3), 6:4              |
| Zwycięzca     | 8.   | 14 lipca 2002        | Newport                    | Trawiasta       | Bob Bryan              | Jürgen Melzer Alexander Popp            | 7:5, 6:3                      |
| Zwycięzca     | 9.   | 4 sierpnia 2002      | Toronto                    | Twarda          | Bob Bryan              | Mark Knowles Daniel Nestor              | 4:6, 7:6(1), 6:3              |
| Finalista     | 6.   | 18 sierpnia 2002     | Waszyngton                 | Twarda          | Bob Bryan              | Wayne Black Kevin Ullyett               | 6:3, 3:6, 5:7                 |
| Zwycięzca     | 10.  | 25 sierpnia 2002     | Long Island                | Twarda          | Mahesh Bhupathi        | Petr Pála Pavel Vízner                  | 6:3, 6:4                      |
| Zwycięzca     | 11.  | 27 października 2002 | Bazylea                    | Dywanowa (hala) | Bob Bryan              | Mark Knowles Daniel Nestor              | 7:6(1), 7:5                   |
| Finalista     | 7.   | 23 lutego 2003       | Memphis                    | Twarda (hala)   | Bob Bryan              | Mark Knowles Daniel Nestor              | 2:6, 6:7(3)                   |
| Finalista     | 8.   | 16 marca 2003        | Indian Wells               | Twarda          | Bob Bryan              | Wayne Ferreira Jewgienij Kafielnikow    | 6:3, 5:7, 4:6                 |
| Zwycięzca     | 12.  | 27 kwietnia 2003     | Barcelona                  | Ceglana         | Bob Bryan              | Chris Haggard Robbie Koenig             | 6:4, 6:3                      |
| Zwycięzca     | 13.  | 7 czerwca 2003       | French Open, Paryż         | Ceglana         | Bob Bryan              | Paul Haarhuis Jewgienij Kafielnikow     | 7:6(3), 6:3                   |
| Zwycięzca     | 14.  | 22 czerwca 2003      | Nottingham                 | Ceglana         | Bob Bryan              | Joshua Eagle Jared Palmer               | 7:6(3), 4:6, 7:6(4)           |
| Zwycięzca     | 15.  | 17 sierpnia 2003     | Cincinnati                 | Twarda          | Bob Bryan              | Wayne Arthurs Paul Hanley               | 7:5, 7:6(5)                   |
| Finalista     | 9.   | 7 września 2003      | US Open, Nowy Jork         | Twarda          | Bob Bryan              | Jonas Björkman Todd Woodbridge          | 7:5, 0:6, 5:7                 |
| Zwycięzca     | 16.  | 16 listopada 2003    | Houston                    | Twarda          | Bob Bryan              | Michaël Llodra Fabrice Santoro          | 6:7(6), 6:3, 3:6, 7:6(3), 6:4 |
| Zwycięzca     | 17.  | 11 stycznia 2004     | Adelaide                   | Twarda          | Bob Bryan              | Arnaud Clément Michaël Llodra           | 7:5, 6:3                      |
| Finalista     | 10.  | 18 stycznia 2004     | Sydney                     | Twarda          | Bob Bryan              | Jonas Björkman Todd Woodbridge          | 6:7(3), 5:7                   |
| Finalista     | 11.  | 31 stycznia 2004     | Australian Open, Melbourne | Twarda          | Bob Bryan              | Michaël Llodra Fabrice Santoro          | 6:7(4), 3:6                   |
| Zwycięzca     | 18.  | 22 lutego 2004       | Memphis                    | Twarda (hala)   | Bob Bryan              | Jeff Coetzee Chris Haggard              | 6:3, 6:4                      |
| Zwycięzca     | 19.  | 7 marca 2004         | Acapulco                   | Ceglana         | Bob Bryan              | Juan Ignacio Chela Nicolás Massú        | 6:2, 6:3                      |
| Finalista     | 12.  | 16 maja 2004         | Hamburg                    | Ceglana         | Bob Bryan              | Wayne Black Kevin Ullyett               | 4:6, 2:6                      |
| Zwycięzca     | 20.  | 13 czerwca 2004      | Londyn (Queen’s)           | Trawiasta       | Bob Bryan              | Mark Knowles Daniel Nestor              | 6:4, 6:4                      |
| Zwycięzca     | 21.  | 19 lipca 2004        | Los Angeles                | Twarda          | Bob Bryan              | Wayne Arthurs Paul Hanley               | 6:3, 7:6(6)                   |
| Finalista     | 13.  | 24 października 2004 | Madryt                     | Twarda (hala)   | Bob Bryan              | Mark Knowles Daniel Nestor              | 3:6, 4:6                      |
| Zwycięzca     | 22.  | 31 października 2004 | Bazylea                    | Dywanowa (hala) | Bob Bryan              | Lucas Arnold Ker Mariano Hood           | 7:6(9), 6:2                   |
| Zwycięzca     | 23.  | 14 listopada 2004    | Houston                    | Twarda          | Bob Bryan              | Wayne Black Kevin Ullyett               | 4:6, 7:5, 6:4, 6:2            |
| Finalista     | 14.  | 29 stycznia 2005     | Australian Open, Melbourne | Twarda          | Bob Bryan              | Wayne Black Kevin Ullyett               | 4:6, 4:6                      |
| Finalista     | 15.  | 20 lutego 2005       | Memphis                    | Twarda (hala)   | Bob Bryan              | Simon Aspelin Todd Perry                | 4:6, 4:6                      |
| Zwycięzca     | 24.  | 27 lutego 2005       | Scottsdale                 | Twarda          | Bob Bryan              | Wayne Arthurs Paul Hanley               | 7:5, 6:4                      |
| Finalista     | 16.  | 17 kwietnia 2005     | Monte Carlo                | Ceglana         | Bob Bryan              | Leander Paes Nenad Zimonjić             | walkower                      |
| Finalista     | 17.  | 8 maja 2005          | Rzym                       | Ceglana         | Bob Bryan              | Michaël Llodra Fabrice Santoro          | 4:6, 2:6                      |
| Finalista     | 18.  | 5 czerwca 2005       | French Open, Paryż         | Ceglana         | Bob Bryan              | Jonas Björkman Maks Mirny               | 6:2, 1:6, 4:6                 |
| Zwycięzca     | 25.  | 12 czerwca 2005      | Londyn (Queen’s)           | Trawiasta       | Bob Bryan              | Jonas Björkman Maks Mirny               | 7:6(9), 7:6(4)                |
| Finalista     | 19.  | 2 lipca 2005         | Wimbledon, Londyn          | Trawiasta       | Bob Bryan              | Stephen Huss Wesley Moodie              | 6:7(4), 3:6, 7:6(2), 3:6      |
| Zwycięzca     | 26.  | 7 sierpnia 2005      | Waszyngton                 | Twarda          | Bob Bryan              | Wayne Black Kevin Ullyett               | 6:4, 6:2                      |
| Zwycięzca     | 27.  | 11 września 2005     | US Open, Nowy Jork         | Twarda          | Bob Bryan              | Wayne Black Kevin Ullyett               | 6:1, 6:4                      |
| Zwycięzca     | 28.  | 6 listopada 2005     | Paryż                      | Dywanowa (hala) | Bob Bryan              | Mark Knowles Daniel Nestor              | 6:4, 6:7(3), 6:4              |
| Zwycięzca     | 29.  | 29 stycznia 2006     | Australian Open, Melbourne | Twarda          | Bob Bryan              | Martin Damm Leander Paes                | 4:6, 6:3, 6:4                 |
| Zwycięzca     | 30.  | 5 marca 2006         | Las Vegas                  | Twarda          | Bob Bryan              | Jaroslav Levinský Robert Lindstedt      | 6:3, 6:2                      |
| Finalista     | 20.  | 19 marca 2006        | Indian Wells               | Twarda          | Bob Bryan              | Mark Knowles Daniel Nestor              | 4:6, 4:6                      |
| Finalista     | 21.  | 2 kwietnia 2006      | Miami                      | Twarda          | Bob Bryan              | Jonas Björkman Maks Mirny               | 4:6, 4:6                      |
| Finalista     | 22.  | 11 czerwca 2006      | French Open, Paryż         | Ceglana         | Bob Bryan              | Jonas Björkman Maks Mirny               | 7:6(5), 4:6, 5:7              |
| Zwycięzca     | 31.  | 9 lipca 2006         | Wimbledon, Londyn          | Trawiasta       | Bob Bryan              | Fabrice Santoro Nenad Zimonjić          | 6:3, 4:6, 6:4, 6:2            |
| Zwycięzca     | 32.  | 30 lipca 2006        | Los Angeles                | Twarda          | Bob Bryan              | Eric Butorac Jamie Murray               | 6:2, 6:4                      |
| Zwycięzca     | 33.  | 6 sierpnia 2006      | Waszyngton                 | Twarda          | Bob Bryan              | Paul Hanley Kevin Ullyett               | 6:3, 5:7, 10–3                |
| Zwycięzca     | 34.  | 13 sierpnia 2006     | Toronto                    | Twarda          | Bob Bryan              | Paul Hanley Kevin Ullyett               | 6:3, 7:5                      |
| Finalista     | 23.  | 20 sierpnia 2006     | Cincinnati                 | Twarda          | Bob Bryan              | Jonas Björkman Maks Mirny               | 6:3, 3:6, 7–10                |
| Zwycięzca     | 35.  | 22 października 2006 | Madryt                     | Twarda (hala)   | Bob Bryan              | Mark Knowles Daniel Nestor              | 7:5, 6:4                      |
| Zwycięzca     | 36.  | 28 stycznia 2007     | Australian Open, Melbourne | Twarda          | Bob Bryan              | Jonas Björkman Maks Mirny               | 7:5, 7:5                      |
| Zwycięzca     | 37.  | 4 marca 2007         | Las Vegas                  | Twarda          | Bob Bryan              | Jonatan Erlich Andy Ram                 | 7:6(2), 6:2                   |
| Zwycięzca     | 38.  | 1 kwietnia 2007      | Miami                      | Twarda          | Bob Bryan              | Martin Damm Leander Paes                | 6:7(7), 6:3, 10–7             |
| Zwycięzca     | 39.  | 15 kwietnia 2007     | Houston                    | Ceglana         | Bob Bryan              | Mark Knowles Daniel Nestor              | 7:6(3), 6:4                   |
| Zwycięzca     | 40.  | 22 kwietnia 2007     | Monte Carlo                | Ceglana         | Bob Bryan              | Julien Benneteau Richard Gasquet        | 6:2, 6:1                      |
| Finalista     | 24.  | 13 maja 2007         | Rzym                       | Ceglana         | Bob Bryan              | Fabrice Santoro Nenad Zimonjić          | 4:6, 7:6(4), 7–10             |
| Zwycięzca     | 41.  | 20 maja 2007         | Hamburg                    | Ceglana         | Bob Bryan              | Paul Hanley Kevin Ullyett               | 6:3, 6:4                      |
| Finalista     | 25.  | 17 czerwca 2007      | Londyn (Queen’s)           | Trawiasta       | Bob Bryan              | Mark Knowles Daniel Nestor              | 6:7(4), 5:7                   |
| Finalista     | 26.  | 7 lipca 2007         | Wimbledon, Londyn          | Trawiasta       | Bob Bryan              | Arnaud Clément Michaël Llodra           | 7:6(5), 3:6, 4:6, 4:6         |
| Zwycięzca     | 42.  | 22 lipca 2007        | Los Angeles                | Twarda          | Bob Bryan              | Scott Lipsky David Martin               | 7:6(5), 6:2                   |
| Zwycięzca     | 43.  | 5 sierpnia 2007      | Waszyngton                 | Twarda          | Bob Bryan              | Jonatan Erlich Andy Ram                 | 7:6(5), 3:6, 10–7             |
| Finalista     | 27.  | 19 sierpnia 2007     | Cincinnati                 | Twarda          | Bob Bryan              | Jonatan Erlich Andy Ram                 | 6:4, 3:6, 11–13               |
| Zwycięzca     | 44.  | 21 października 2007 | Madryt                     | Twarda (hala)   | Bob Bryan              | Mariusz Fyrstenberg Marcin Matkowski    | 6:3, 7:6(4)                   |
| Zwycięzca     | 45.  | 28 października 2007 | Bazylea                    | Twarda (hala)   | Bob Bryan              | James Blake Mark Knowles                | 6:1, 6:1                      |
| Zwycięzca     | 46.  | 4 listopada 2007     | Paryż                      | Twarda (hala)   | Bob Bryan              | Daniel Nestor Nenad Zimonjić            | 6:3, 7:6(4)                   |
| Finalista     | 28.  | 13 stycznia 2008     | Sydney                     | Twarda          | Bob Bryan              | Richard Gasquet Jo-Wilfried Tsonga      | 6:4, 4:6, 9–11                |
| Finalista     | 29.  | 17 lutego 2008       | Delray Beach               | Twarda          | Bob Bryan              | Maks Mirny Jamie Murray                 | 4:6, 6:3, 6–10                |
| Finalista     | 30.  | 24 lutego 2008       | San Jose                   | Twarda (hala)   | Bob Bryan              | Scott Lipsky David Martin               | 6:7(4), 5:7                   |
| Finalista     | 31.  | 9 marca 2008         | Las Vegas                  | Twarda          | Bob Bryan              | Julien Benneteau Michaël Llodra         | 4:6, 6:4, 8–10                |
| Zwycięzca     | 47.  | 6 kwietnia 2008      | Miami                      | Twarda          | Bob Bryan              | Mahesh Bhupathi Mark Knowles            | 6:2, 6:2                      |
| Zwycięzca     | 48.  | 4 maja 2008          | Barcelona                  | Ceglana         | Bob Bryan              | Mariusz Fyrstenberg Marcin Matkowski    | 6:3, 6:2                      |
| Zwycięzca     | 49.  | 11 maja 2008         | Rzym                       | Ceglana         | Bob Bryan              | Daniel Nestor Nenad Zimonjić            | 3:6, 6:4, 10–8                |
| Finalista     | 32.  | 18 maja 2008         | Hamburg                    | Ceglana         | Bob Bryan              | Daniel Nestor Nenad Zimonjić            | 4:6, 7:5, 8–10                |
| Finalista     | 33.  | 27 lipca 2008        | Toronto                    | Twarda          | Bob Bryan              | Daniel Nestor Nenad Zimonjić            | 2:6, 6:4, 6–10                |
| Zwycięzca     | 50.  | 3 sierpnia 2008      | Cincinnati                 | Twarda          | Bob Bryan              | Jonatan Erlich Andy Ram                 | 4:6, 7:6(2), 10–7             |
| Zwycięzca     | 51.  | 7 września 2008      | US Open, Nowy Jork         | Twarda          | Bob Bryan              | Lukáš Dlouhý Leander Paes               | 7:6(5), 7:6(10)               |
| Finalista     | 34.  | 16 listopada 2008    | Szanghaj                   | Twarda (hala)   | Bob Bryan              | Daniel Nestor Nenad Zimonjić            | 6:7(3), 2:6                   |
| Zwycięzca     | 52.  | 18 stycznia 2009     | Sydney                     | Twarda          | Bob Bryan              | Daniel Nestor Nenad Zimonjić            | 6:1, 7:6(3)                   |
| Zwycięzca     | 53.  | 31 stycznia 2009     | Australian Open, Melbourne | Twarda          | Bob Bryan              | Mahesh Bhupathi Mark Knowles            | 2:6, 7:5, 6:0                 |
| Zwycięzca     | 54.  | 1 marca 2009         | Delray Beach               | Twarda          | Bob Bryan              | Marcelo Melo André Sá                   | 6:4, 6:4                      |
| Zwycięzca     | 55.  | 12 kwietnia 2009     | Houston                    | Ceglana         | Bob Bryan              | Jesse Levine Ryan Sweeting              | 6:1, 6:2                      |
| Finalista     | 35.  | 19 kwietnia 2009     | Monte Carlo                | Ceglana         | Bob Bryan              | Daniel Nestor Nenad Zimonjić            | 4:6, 1:6                      |
| Finalista     | 36.  | 3 maja 2009          | Rzym                       | Ceglana         | Bob Bryan              | Daniel Nestor Nenad Zimonjić            | 6:7(5), 3:6                   |
| Finalista     | 37.  | 5 lipca 2009         | Wimbledon, Londyn          | Trawiasta       | Bob Bryan              | Daniel Nestor Nenad Zimonjić            | 6:7(7), 7:6(3), 6:7(3), 3:6   |
| Zwycięzca     | 56.  | 2 sierpnia 2009      | Los Angeles                | Twarda          | Bob Bryan              | Benjamin Becker Frank Moser             | 6:4, 7:6(2)                   |
| Finalista     | 38.  | 23 sierpnia 2009     | Cincinnati                 | Twarda          | Bob Bryan              | Daniel Nestor Nenad Zimonjić            | 6:3, 6:7(2), 13–15            |
| Zwycięzca     | 57.  | 11 października 2009 | Pekin                      | Twarda          | Bob Bryan              | Mark Knowles Andy Roddick               | 6:4, 6:2                      |
| Finalista     | 39.  | 8 listopada 2009     | Bazylea                    | Twarda (hala)   | Bob Bryan              | Daniel Nestor Nenad Zimonjić            | 2:6, 3:6                      |
| Zwycięzca     | 58.  | 29 listopada 2009    | Londyn                     | Twarda (hala)   | Bob Bryan              | Maks Mirny Andy Ram                     | 7:6(5), 6:3                   |
| Zwycięzca     | 59.  | 31 stycznia 2010     | Australian Open, Melbourne | Twarda          | Bob Bryan              | Daniel Nestor Nenad Zimonjić            | 6:3, 6:7(5), 6:3              |
| Zwycięzca     | 60.  | 28 lutego 2010       | Delray Beach               | Twarda          | Bob Bryan              | Philipp Marx Igor Zelenay               | 6:3, 7:6(3)                   |
| Zwycięzca     | 61.  | 11 kwietnia 2010     | Houston                    | Ceglana         | Bob Bryan              | Stephen Huss Wesley Moodie              | 6:3, 7:5                      |
| Zwycięzca     | 62.  | 2 maja 2010          | Rzym                       | Ceglana         | Bob Bryan              | John Isner Sam Querrey                  | 6:2, 6:3                      |
| Zwycięzca     | 63.  | 16 maja 2010         | Madryt                     | Ceglana         | Bob Bryan              | Daniel Nestor Nenad Zimonjić            | 6:3, 6:4                      |
| Zwycięzca     | 64.  | 1 sierpnia 2010      | Los Angeles                | Twarda          | Bob Bryan              | Eric Butorac Jean-Julien Rojer          | 6:7(6), 6:2, 10–7             |
| Zwycięzca     | 65.  | 15 sierpnia 2010     | Toronto                    | Twarda          | Bob Bryan              | Julien Benneteau Michaël Llodra         | 7:5, 6:3                      |
| Zwycięzca     | 66.  | 22 sierpnia 2010     | Cincinnati                 | Twarda          | Bob Bryan              | Mahesh Bhupathi Maks Mirny              | 6:3, 6:4                      |
| Zwycięzca     | 67.  | 11 września 2010     | US Open, Nowy Jork         | Twarda          | Bob Bryan              | Rohan Bopanna Aisam-ul-Haq Qureshi      | 7:6(5), 7:6(4)                |
| Zwycięzca     | 68.  | 10 października 2010 | Pekin                      | Twarda          | Bob Bryan              | Mariusz Fyrstenberg Marcin Matkowski    | 6:1, 7:6(5)                   |
| Zwycięzca     | 69.  | 7 listopada 2010     | Bazylea                    | Twarda (hala)   | Bob Bryan              | Daniel Nestor Nenad Zimonjić            | 6:3, 3:6, 10–3                |
| Finalista     | 40.  | 15 stycznia 2011     | Sydney                     | Twarda          | Bob Bryan              | Lukáš Dlouhý Paul Hanley                | 7:6(6), 3:6, 5–10             |
| Zwycięzca     | 70.  | 30 stycznia 2011     | Australian Open, Melbourne | Twarda          | Bob Bryan              | Mahesh Bhupathi Leander Paes            | 6:3, 6:4                      |
| Zwycięzca     | 71.  | 10 kwietnia 2011     | Houston                    | Ceglana         | Bob Bryan              | John Isner Sam Querrey                  | 6:7(4), 6:2, 10–5             |
| Zwycięzca     | 72.  | 17 kwietnia 2011     | Monte Carlo                | Ceglana         | Bob Bryan              | Juan Ignacio Chela Bruno Soares         | 6:3, 6:2                      |
| Finalista     | 41.  | 24 kwietnia 2011     | Barcelona                  | Ceglana         | Bob Bryan              | Santiago González Scott Lipsky          | 7:5, 2:6, 10–12               |
| Zwycięzca     | 73.  | 8 maja 2011          | Madryt                     | Ceglana         | Bob Bryan              | Michaël Llodra Nenad Zimonjić           | 6:3, 6:3                      |
| Zwycięzca     | 74.  | 12 czerwca 2011      | Londyn (Queen’s)           | Trawiasta       | Bob Bryan              | Mahesh Bhupathi Leander Paes            | 6:7(2), 7:6(4), 10–6          |
| Zwycięzca     | 75.  | 2 lipca 2011         | Wimbledon, Londyn          | Trawiasta       | Bob Bryan              | Robert Lindstedt Horia Tecău            | 6:3, 6:4, 7:6(2)              |
| Finalista     | 42.  | 14 sierpnia 2011     | Montreal                   | Twarda          | Bob Bryan              | Michaël Llodra Nenad Zimonjić           | 4:6, 7:6(5), 5–10             |
| Zwycięzca     | 76.  | 30 października 2011 | Wiedeń                     | Twarda (hala)   | Bob Bryan              | Maks Mirny Daniel Nestor                | 7:6(10), 6:3                  |
| Zwycięzca     | 77.  | 6 listopada 2011     | Walencja                   | Twarda (hala)   | Bob Bryan              | Eric Butorac Jean-Julien Rojer          | 6:4, 7:6(9)                   |
| Zwycięzca     | 78.  | 14 stycznia 2012     | Sydney                     | Twarda          | Bob Bryan              | Matthew Ebden Jarkko Nieminen           | 6:1, 6:4                      |
| Finalista     | 43.  | 29 stycznia 2012     | Australian Open, Melbourne | Twarda          | Bob Bryan              | Leander Paes Radek Štěpánek             | 6:7(1), 2:6                   |
| Zwycięzca     | 79.  | 22 kwietnia 2012     | Monte Carlo                | Ceglana         | Bob Bryan              | Maks Mirny Daniel Nestor                | 6:2, 6:3                      |
| Zwycięzca     | 80.  | 26 maja 2012         | Nicea                      | Ceglana         | Bob Bryan              | Oliver Marach Filip Polášek             | 7:6(5), 6:3                   |
| Finalista     | 44.  | 9 czerwca 2012       | French Open, Paryż         | Ceglana         | Bob Bryan              | Maks Mirny Daniel Nestor                | 4:6, 4:6                      |
| Finalista     | 45.  | 17 czerwca 2012      | Londyn (Queen’s)           | Trawiasta       | Bob Bryan              | Maks Mirny Daniel Nestor                | 3:6, 4:6                      |
| Zwycięzca     | 81.  | 4 sierpnia 2012      | Londyn                     | Trawiasta       | Bob Bryan              | Michaël Llodra Jo-Wilfried Tsonga       | 6:4, 7:6(2)                   |
| Zwycięzca     | 82.  | 12 sierpnia 2012     | Toronto                    | Twarda          | Bob Bryan              | Marcel Granollers Marc López            | 6:1, 4:6, 12–10               |
| Zwycięzca     | 83.  | 7 września 2012      | US Open, Nowy Jork         | Twarda          | Bob Bryan              | Leander Paes Radek Štěpánek             | 6:3, 6:4                      |
| Zwycięzca     | 84.  | 7 października 2012  | Pekin                      | Twarda          | Bob Bryan              | Carlos Berlocq Denis Istomin            | 6:3, 6:2                      |
| Zwycięzca     | 85.  | 12 stycznia 2013     | Sydney                     | Twarda          | Bob Bryan              | Maks Mirny Horia Tecău                  | 6:4, 6:4                      |
| Zwycięzca     | 86.  | 26 stycznia 2013     | Australian Open, Melbourne | Twarda          | Bob Bryan              | Robin Haase Igor Sijsling               | 6:3, 6:4                      |
| Zwycięzca     | 87.  | 24 lutego 2013       | Memphis                    | Twarda (hala)   | Bob Bryan              | James Blake Jack Sock                   | 6:1, 6:2                      |
| Zwycięzca     | 88.  | 17 marca 2013        | Indian Wells               | Twarda          | Bob Bryan              | Treat Huey Jerzy Janowicz               | 6:3, 3:6, 10–6                |
| Finalista     | 46.  | 14 kwietnia 2013     | Houston                    | Ceglana         | Bob Bryan              | Jamie Murray John Peers                 | 6:1, 6:7(3), 10–12            |
| Finalista     | 47.  | 21 kwietnia 2013     | Monte Carlo                | Ceglana         | Bob Bryan              | Julien Benneteau Nenad Zimonjić         | 6:4, 6:7(4), 12–14            |
| Zwycięzca     | 89.  | 12 maja 2013         | Madryt                     | Ceglana         | Bob Bryan              | Alexander Peya Bruno Soares             | 6:2, 6:3                      |
| Zwycięzca     | 90.  | 19 maja 2013         | Rzym                       | Ceglana         | Bob Bryan              | Mahesh Bhupathi Rohan Bopanna           | 6:2, 6:3                      |
| Zwycięzca     | 91.  | 9 czerwca 2013       | French Open, Paryż         | Ceglana         | Bob Bryan              | Michaël Llodra Nicolas Mahut            | 6:4, 4:6, 7:6(4)              |
| Zwycięzca     | 92.  | 16 czerwca 2013      | Londyn (Queen’s)           | Trawiasta       | Bob Bryan              | Alexander Peya Bruno Soares             | 4:6, 7:5, 10–3                |
| Zwycięzca     | 93.  | 6 lipca 2013         | Wimbledon, Londyn          | Trawiasta       | Bob Bryan              | Ivan Dodig Marcelo Melo                 | 3:6, 6:3, 6:4, 6:4            |
| Zwycięzca     | 94.  | 18 sierpnia 2013     | Cincinnati                 | Twarda          | Bob Bryan              | Marcel Granollers Marc López            | 6:4, 4:6, 10–4                |
| Finalista     | 48.  | 27 października 2013 | Walencja                   | Twarda (hala)   | Bob Bryan              | Alexander Peya Bruno Soares             | 6:7(3), 7:6(1), 11–13         |
| Zwycięzca     | 95.  | 3 listopada 2013     | Paryż                      | Twarda (hala)   | Bob Bryan              | Alexander Peya Bruno Soares             | 6:3, 6:3                      |
| Finalista     | 49.  | 11 listopada 2013    | Londyn                     | Twarda (hala)   | Bob Bryan              | David Marrero Fernando Verdasco         | 5:7, 7:6(3), 7–10             |
| Finalista     | 50.  | 16 lutego 2014       | Memphis                    | Twarda (hala)   | Bob Bryan              | Eric Butorac Raven Klaasen              | 4:6, 4:6                      |
| Zwycięzca     | 96.  | 23 lutego 2014       | Delray Beach               | Twarda          | Bob Bryan              | František Čermák Michaił Jełgin         | 6:2, 6:3                      |
| Zwycięzca     | 97.  | 16 marca 2014        | Indian Wells               | Twarda          | Bob Bryan              | Alexander Peya Bruno Soares             | 6:4, 6:3                      |
| Zwycięzca     | 98.  | 30 marca 2014        | Miami                      | Twarda          | Bob Bryan              | Juan Sebastián Cabal Robert Farah       | 7:6(8), 6:4                   |
| Zwycięzca     | 99.  | 13 kwietnia 2014     | Houston                    | Ceglana         | Bob Bryan              | David Marrero Fernando Verdasco         | 4:6, 6:4, 11–9                |
| Zwycięzca     | 100. | 20 kwietnia 2014     | Monte Carlo                | Ceglana         | Bob Bryan              | Ivan Dodig Marcelo Melo                 | 6:3, 3:6, 10–8                |
| Finalista     | 51.  | 11 maja 2014         | Madryt                     | Ceglana         | Bob Bryan              | Daniel Nestor Nenad Zimonjić            | 4:6, 2:6                      |
| Finalista     | 52.  | 5 lipca 2014         | Wimbledon, Londyn          | Trawiasta       | Bob Bryan              | Vasek Pospisil Jack Sock                | 6:7(5), 7:6(3), 4:6, 6:3, 5:7 |
| Zwycięzca     | 101. | 17 sierpnia 2014     | Cincinnati                 | Twarda          | Bob Bryan              | Vasek Pospisil Jack Sock                | 6:3, 6:2                      |
| Zwycięzca     | 102. | 7 września 2014      | US Open, Nowy Jork         | Twarda          | Bob Bryan              | Marcel Granollers Marc López            | 6:3, 6:4                      |
| Zwycięzca     | 103. | 12 października 2014 | Szanghaj                   | Twarda          | Bob Bryan              | Julien Benneteau Édouard Roger-Vasselin | 6:3, 7:6(3)                   |
| Zwycięzca     | 104. | 2 listopada 2014     | Paryż                      | Twarda (hala)   | Bob Bryan              | Marcin Matkowski Jürgen Melzer          | 7:6(5), 5:7, 10–6             |
| Zwycięzca     | 105. | 16 listopada 2014    | Londyn                     | Twarda (hala)   | Bob Bryan              | Ivan Dodig Marcelo Melo                 | 6:7(5), 6:2, 10–7             |
| Zwycięzca     | 106. | 22 lutego 2015       | Delray Beach               | Twarda          | Bob Bryan              | Raven Klaasen Leander Paes              | 6:3, 3:6, 10–6                |
| Zwycięzca     | 107. | 5 kwietnia 2015      | Miami                      | Twarda          | Bob Bryan              | Vasek Pospisil Jack Sock                | 6:3, 1:6, 10–8                |
| Zwycięzca     | 108. | 19 kwietnia 2015     | Monte Carlo                | Ceglana         | Bob Bryan              | Simone Bolelli Fabio Fognini            | 7:6(3), 6:1                   |
| Finalista     | 53.  | 6 czerwca 2015       | French Open, Paryż         | Ceglana         | Bob Bryan              | Ivan Dodig Marcelo Melo                 | 7:6(5), 6:7(5), 5:7           |
| Zwycięzca     | 109. | 2 sierpnia 2015      | Atlanta                    | Twarda          | Bob Bryan              | Colin Fleming Gilles Müller             | 4:6, 7:6(2), 10–4             |
| Zwycięzca     | 110. | 9 sierpnia 2015      | Waszyngton                 | Twarda          | Bob Bryan              | Ivan Dodig Marcelo Melo                 | 6:4, 6:2                      |
| Zwycięzca     | 111. | 16 sierpnia 2015     | Montreal                   | Twarda          | Bob Bryan              | Daniel Nestor Édouard Roger-Vasselin    | 7:6(5), 3:6, 10–6             |
| Finalista     | 54.  | 21 lutego 2016       | Delray Beach               | Twarda          | Bob Bryan              | Oliver Marach Fabrice Martin            | 6:3, 6:7(7), 11–13            |
| Zwycięzca     | 112. | 10 kwietnia 2016     | Houston                    | Ceglana         | Bob Bryan              | Víctor Estrella Santiago González       | 4:6, 6:3, 10–8                |
| Zwycięzca     | 113. | 24 kwietnia 2016     | Barcelona                  | Ceglana         | Bob Bryan              | Pablo Cuevas Marcel Granollers          | 7:5, 7:5                      |
| Zwycięzca     | 114. | 15 maja 2016         | Rzym                       | Ceglana         | Bob Bryan              | Vasek Pospisil Jack Sock                | 2:6, 6:3, 10–7                |
| Finalista     | 55.  | 4 czerwca 2016       | French Open, Paryż         | Ceglana         | Bob Bryan              | Feliciano López Marc López              | 4:6, 7:6(6), 3:6              |
| Finalista     | 56.  | 28 stycznia 2017     | Australian Open, Melbourne | Twarda          | Bob Bryan              | Henri Kontinen John Peers               | 5:7, 5:7                      |
| Zwycięzca     | 115. | 1 lipca 2017         | Eastbourne                 | Trawiasta       | Bob Bryan              | Rohan Bopanna André Sá                  | 6:7(4), 6:4, 10–3             |
| Zwycięzca     | 116. | 30 lipca 2017        | Atlanta                    | Twarda          | Bob Bryan              | Wesley Koolhof Artem Sitak              | 6:3, 6:4                      |
| Finalista     | 57.  | 3 marca 2018         | Acapulco                   | Twarda          | Bob Bryan              | Jamie Murray Bruno Soares               | 6:7(4), 5:7                   |
| Finalista     | 58.  | 17 marca 2018        | Indian Wells               | Twarda          | Bob Bryan              | John Isner Jack Sock                    | 6:7(4), 6:7(2)                |
| Zwycięzca     | 117. | 31 marca 2018        | Miami                      | Twarda          | Bob Bryan              | Karen Chaczanow Andriej Rublow          | 4:6, 7:6(5), 10–4             |
| Zwycięzca     | 118. | 22 kwietnia 2018     | Monte Carlo                | Ceglana         | Bob Bryan              | Oliver Marach Mate Pavić                | 7:6(5), 6:3                   |
| Finalista     | 59.  | 13 maja 2018         | Madryt                     | Ceglana         | Bob Bryan              | Nikola Mektić Alexander Peya            | 3:5 krecz                     |
| Zwycięzca     | 119. | 14 lipca 2018        | Wimbledon, Londyn          | Trawiasta       | Jack Sock              | Raven Klaasen Michael Venus             | 6:3, 6:7(7), 6:3, 5:7, 7:5    |
| Finalista     | 60.  | 5 sierpnia 2018      | Waszyngton                 | Twarda          | Édouard Roger-Vasselin | Jamie Murray Bruno Soares               | 6:3, 3:6, 4–10                |
| Zwycięzca     | 120. | 7 września 2018      | US Open, Nowy Jork         | Twarda          | Jack Sock              | Łukasz Kubot Marcelo Melo               | 6:3, 6:1                      |
| Finalista     | 61.  | 28 października 2018 | Wiedeń                     | Twarda (hala)   | Édouard Roger-Vasselin | Joe Salisbury Neal Skupski              | 6:7(5), 3:6                   |
| Zwycięzca     | 121. | 18 listopada 2018    | Londyn                     | Twarda (hala)   | Jack Sock              | Pierre-Hugues Herbert Nicolas Mahut     | 5:7, 6:1, 13–11               |
| Zwycięzca     | 122. | 24 lutego 2019       | Delray Beach               | Twarda          | Bob Bryan              | Ken Skupski Neal Skupski                | 7:6(5), 6:4                   |
| Zwycięzca     | 123. | 30 marca 2019        | Miami                      | Twarda          | Bob Bryan              | Wesley Koolhof Stefanos Tsitsipas       | 7:5, 7:6(8)                   |
| Finalista     | 62.  | 28 lipca 2019        | Atlanta                    | Twarda          | Bob Bryan              | Dominic Inglot Austin Krajicek          | 4:6, 7:6(5), 9–11             |
| Zwycięzca     | 124. | 23 lutego 2020       | Delray Beach               | Twarda          | Bob Bryan              | Luke Bambridge Ben McLachlan            | 3:6, 7:5, 10–5                |

### Osiągnięcia w turniejach Wielkiego Szlema i ATP Tour Masters 1000 (gra podwójna)
| Turniej                  | 1995                      | 1996                      | 1997                      | 1998                      | 1999                      | 2000                      | 2001                      | 2002                      | 2003                      | 2004                      | 2005                      | 2006                      | 2007                      | 2008                      | 2009                      | 2010                      | 2011                      | 2012                      | 2013                      | 2014                      | 2015                      | 2016                      | 2017                      | 2018                      | 2019                      | 2020                      | Wygrane turnieje | Bilans w turnieju |
| Wielki Szlem             | Wielki Szlem              | Wielki Szlem              | Wielki Szlem              | Wielki Szlem              | Wielki Szlem              | Wielki Szlem              | Wielki Szlem              | Wielki Szlem              | Wielki Szlem              | Wielki Szlem              | Wielki Szlem              | Wielki Szlem              | Wielki Szlem              | Wielki Szlem              | Wielki Szlem              | Wielki Szlem              | Wielki Szlem              | Wielki Szlem              | Wielki Szlem              | Wielki Szlem              | Wielki Szlem              | Wielki Szlem              | Wielki Szlem              | Wielki Szlem              | Wielki Szlem              | Wielki Szlem              | Wielki Szlem     | Wielki Szlem      |
| ------------------------ | ------------------------- | ------------------------- | ------------------------- | ------------------------- | ------------------------- | ------------------------- | ------------------------- | ------------------------- | ------------------------- | ------------------------- | ------------------------- | ------------------------- | ------------------------- | ------------------------- | ------------------------- | ------------------------- | ------------------------- | ------------------------- | ------------------------- | ------------------------- | ------------------------- | ------------------------- | ------------------------- | ------------------------- | ------------------------- | ------------------------- | ---------------- | ----------------- |
| Australian Open          | –                         | –                         | –                         | –                         | –                         | 1R                        | 1R                        | QF                        | 3R                        | F                         | F                         | W                         | W                         | QF                        | W                         | W                         | W                         | F                         | W                         | 3R                        | 3R                        | 3R                        | F                         | SF                        | QF                        | 3R                        | 6 / 21           | 77–15             |
| French Open              | –                         | –                         | –                         | –                         | 2R                        | 2R                        | 2R                        | QF                        | W                         | SF                        | F                         | F                         | QF                        | QF                        | SF                        | 2R                        | SF                        | F                         | W                         | QF                        | F                         | F                         | 2R                        | 1R                        | 3R                        | –                         | 2 / 21           | 68–19             |
| Wimbledon                | –                         | –                         | –                         | –                         | 3R                        | 1R                        | SF                        | SF                        | QF                        | 3R                        | F                         | W                         | F                         | SF                        | F                         | QF                        | W                         | SF                        | W                         | F                         | QF                        | QF                        | 2R                        | W                         | 3R                        | NH                        | 4 / 21           | 78–17             |
| US Open                  | 1R                        | 1R                        | 1R                        | 1R                        | 1R                        | QF                        | 2R                        | SF                        | F                         | 3R                        | W                         | 3R                        | QF                        | W                         | SF                        | W                         | 1R                        | W                         | SF                        | W                         | 1R                        | QF                        | SF                        | W                         | 3R                        | –                         | 6 / 25           | 73–19             |
| Bilans spotkań           | 0–1                       | 0–1                       | 0–1                       | 0–1                       | 3–3                       | 4–4                       | 6–4                       | 14–4                      | 14–3                      | 13–4                      | 21–3                      | 18–2                      | 17–3                      | 16–3                      | 19–3                      | 16–2                      | 16–2                      | 20–3                      | 22–1                      | 16–3                      | 10–4                      | 13–4                      | 11–4                      | 16–2                      | 9–4                       | 2–1                       | N/A              | 296–70            |
| ATP Finals               |                           |                           |                           |                           |                           |                           |                           |                           |                           |                           |                           |                           |                           |                           |                           |                           |                           |                           |                           |                           |                           |                           |                           |                           |                           |                           |                  |                   |
| ATP Finals               | –                         | –                         | –                         | –                         | –                         | –                         | RR                        | –                         | W                         | W                         | SF                        | RR                        | –                         | F                         | W                         | SF                        | SF                        | RR                        | F                         | W                         | SF                        | SF                        | RR                        | W                         | –                         | –                         | 5 / 16           | 42–25             |
| ATP Tour Masters 1000    |                           |                           |                           |                           |                           |                           |                           |                           |                           |                           |                           |                           |                           |                           |                           |                           |                           |                           |                           |                           |                           |                           |                           |                           |                           |                           |                  |                   |
| Indian Wells             | –                         | –                         | –                         | –                         | QF                        | 1R                        | 1R                        | QF                        | F                         | 2R                        | SF                        | F                         | 1R                        | QF                        | SF                        | 1R                        | 2R                        | QF                        | W                         | W                         | QF                        | QF                        | 1R                        | F                         | 2R                        | NH                        | 2 / 21           | 42–18             |
| Miami                    | –                         | –                         | –                         | –                         | QF                        | 3R                        | QF                        | 3R                        | SF                        | SF                        | 1R                        | F                         | W                         | W                         | SF                        | QF                        | 2R                        | SF                        | 1R                        | W                         | W                         | SF                        | SF                        | W                         | W                         | NH                        | 6 / 21           | 63–15             |
| Monte Carlo              | –                         | –                         | –                         | –                         | –                         | –                         | –                         | 1R                        | QF                        | –                         | F                         | –                         | W                         | QF                        | F                         | QF                        | W                         | W                         | F                         | W                         | W                         | 2R                        | –                         | W                         | –                         | NH                        | 6 / 14           | 34–7              |
| Stuttgart/Madryt         | –                         | –                         | –                         | –                         | –                         | –                         | 2R                        | SF                        | 1R                        | F                         | 1R                        | W                         | W                         | QF                        | 2R                        | W                         | W                         | 2R                        | W                         | F                         | 2R                        | QF                        | QF                        | F                         | 1R                        | NH                        | 5 / 19           | 34–14             |
| Rzym                     | –                         | –                         | –                         | –                         | –                         | –                         | QF                        | 1R                        | 2R                        | SF                        | F                         | QF                        | F                         | W                         | F                         | W                         | QF                        | QF                        | W                         | SF                        | 2R                        | W                         | SF                        | –                         | QF                        | –                         | 4 / 18           | 36–14             |
| Montreal/Toronto         | –                         | –                         | –                         | –                         | –                         | –                         | 2R                        | W                         | SF                        | 2R                        | SF                        | W                         | SF                        | F                         | SF                        | W                         | F                         | W                         | QF                        | 2R                        | W                         | QF                        | QF                        | QF                        | QF                        | NH                        | 5 / 19           | 40–14             |
| Cincinnati               | –                         | –                         | 1R                        | –                         | 1R                        | 1R                        | QF                        | QF                        | W                         | 2R                        | 2R                        | F                         | F                         | W                         | F                         | W                         | SF                        | SF                        | W                         | W                         | QF                        | SF                        | QF                        | 2R                        | 2R                        | –                         | 5 / 22           | 40–17             |
| Szanghaj                 | Nie ATP Tour Masters 1000 | Nie ATP Tour Masters 1000 | Nie ATP Tour Masters 1000 | Nie ATP Tour Masters 1000 | Nie ATP Tour Masters 1000 | Nie ATP Tour Masters 1000 | Nie ATP Tour Masters 1000 | Nie ATP Tour Masters 1000 | Nie ATP Tour Masters 1000 | Nie ATP Tour Masters 1000 | Nie ATP Tour Masters 1000 | Nie ATP Tour Masters 1000 | Nie ATP Tour Masters 1000 | Nie ATP Tour Masters 1000 | QF                        | SF                        | QF                        | 2R                        | SF                        | W                         | 2R                        | SF                        | –                         | 2R                        | –                         | NH                        | 1 / 9            | 12–8              |
| Paryż                    | –                         | –                         | –                         | –                         | –                         | –                         | 1R                        | 2R                        | 1R                        | 1R                        | W                         | SF                        | W                         | 2R                        | QF                        | SF                        | 2R                        | 2R                        | W                         | W                         | QF                        | QF                        | QF                        | SF                        | –                         | –                         | 4 / 18           | 24–14             |
| Hamburg                  | –                         | –                         | –                         | –                         | –                         | –                         | 2R                        | 1R                        | SF                        | F                         | QF                        | SF                        | W                         | F                         | Nie ATP Tour Masters 1000 | Nie ATP Tour Masters 1000 | Nie ATP Tour Masters 1000 | Nie ATP Tour Masters 1000 | Nie ATP Tour Masters 1000 | Nie ATP Tour Masters 1000 | Nie ATP Tour Masters 1000 | Nie ATP Tour Masters 1000 | Nie ATP Tour Masters 1000 | Nie ATP Tour Masters 1000 | Nie ATP Tour Masters 1000 | Nie ATP Tour Masters 1000 | 1 / 8            | 16–7              |
| Bilans spotkań           | 0–0                       | 0–0                       | 0–1                       | 0–0                       | 5–3                       | 2–3                       | 8–8                       | 12–8                      | 15–8                      | 12–8                      | 14–7                      | 23–6                      | 29–4                      | 23–6                      | 17–9                      | 23–5                      | 16–7                      | 16–6                      | 26–4                      | 30–3                      | 17–6                      | 15–8                      | 8–7                       | 19–6                      | 11–5                      | 0–0                       | N/A              | 341–128           |
| Ranking na koniec sezonu |                           |                           |                           |                           |                           |                           |                           |                           |                           |                           |                           |                           |                           |                           |                           |                           |                           |                           |                           |                           |                           |                           |                           |                           |                           |                           |                  |                   |
|                          | 1197                      | 663                       | 650                       | 161                       | 58                        | 63                        | 22                        | 8                         | 2                         | 4                         | 1                         | 1                         | 1                         | 3                         | 1                         | 1                         | 1                         | 2                         | 1                         | 1                         | 4                         | 5                         | 11                        | 1                         | 27                        | 31                        | N/A              | N/A               |

Legenda
     W, wygrał turniej
     F, przegrał w finale
     SF, przegrał w półfinale
     QF, przegrał w ćwierćfinale
     4R, 3R, 2R, 1R przegrał w IV, III, II, I rundzie
     RR, odpadł w fazie grupowej
     –, nie startował w turnieju głównym
     NH, turniej nie odbył się